# Volby do Zastupitelstva města Brna 2002
Volby do zastupitelstva města Brna v roce 2002 proběhly v rámci obecních voleb v pátek 1. a sobotu 2. listopadu. Brno mělo pouze jeden volební obvod, zvoleno bylo celkem 55 zastupitelů. Volilo 108 120 voličů, což představuje volební účast 34,05 % oprávněných voličů. 
Vítězem voleb se stala již potřetí Občanská demokratická strana a Česká strana sociálně demokratická opět skončila na druhém místě. Mandáty získala také Křesťanská a demokratická unie - Československá strana lidová, Komunistická strana Čech a Moravy a Strana zelených. 

## Výsledky hlasování
| Volební strana                                                | Počet hlasů | Hlasy v % | Mandáty | Bilance        |
| ------------------------------------------------------------- | ----------- | --------- | ------- | -------------- |
| Občanská demokratická strana                                  | 1 708 292   | 32,34     | 22      | ▲ +6           |
| Česká strana sociálně demokratická                            | 845 205     | 16,00     | 11      | ▼ -1           |
| Křesťanská a demokratická unie - Československá strana lidová | 730 888     | 13,84     | 9       | ▲ +2           |
| Komunistická strana Čech a Moravy                             | 693 657     | 13,13     | 9       | ▲ +3           |
| Strana zelených                                               | 306 208     | 5,80      | 4       | ▲ +3           |
| Unie svobody - Demokratická unie                              | 243 767     | 4,62      | 0       | ▼ -5 (jako US) |
| NEZÁVISLÍ                                                     | 180 367     | 3,41      | 0       | ▼ -1           |
| Nestraníci pro Moravu                                         | 149 365     | 2,83      | 0       | -              |
| Sdružení nezávislých                                          | 106 593     | 2,02      | 0       | -              |
| Volba pro Brno                                                | 66 372      | 1,26      | 0       | -              |
| Hnutí samosprávné Moravy a Slezska                            | 62 220      | 1,18      | 0       | ▼ -1           |
| Naděje                                                        | 55 071      | 1,04      | 0       | -              |
| Sdružení pro Brno                                             | 54 433      | 1,03      | 0       | -              |
| Společně pro Brno                                             | 28 595      | 0,54      | 0       | -              |
| Konzervativní strana ČR                                       | 28 487      | 0,54      | 0       | -              |
| Česká strana národně sociální                                 | 22 431      | 0,42      | 0       | ▬ ±0           |
| celkem                                                        | 5 281 951   | 100       | 55      | ▬ ±0           |

## Složení zastupitelstva
| Koalice (31) | Koalice (31)                                                                            | Opozice (24)                                                               | Opozice (24)                                                 | Opozice (24)      |
| ODS · ODS · ODS · ODS · ODS · ODS · ODS · ODS · ODS · ODS · ODS · ODS · ODS · ODS · ODS · ODS · ODS · ODS · ODS · ODS · ODS · ODS | KDU-ČSL · KDU-ČSL · KDU-ČSL · KDU-ČSL · KDU-ČSL · KDU-ČSL · KDU-ČSL · KDU-ČSL · KDU-ČSL | ČSSD · ČSSD · ČSSD · ČSSD · ČSSD · ČSSD · ČSSD · ČSSD · ČSSD · ČSSD · ČSSD | KSČM · KSČM · KSČM · KSČM · KSČM · KSČM · KSČM · KSČM · KSČM | SZ · SZ · SZ · SZ |